# Lycée franco-argentin Jean-Mermoz
Pour les articles homonymes, voir Lycée Jean-Mermoz.
Le lycée franco-argentin Jean-Mermoz est un établissement dispensant des enseignements de la maternelle à la terminale. Les enseignements sont homologués par les ministères de l'éducation français et argentin et sont dispensés dans les 2 langues de scolarisation que sont l'espagnol et le français. L'établissement prépare aux diplômes du brevet des collèges, des baccalauréats L, S et ES et du "bachillerato" argentin. C’est un établissement bilingue et biculturel, situé à Buenos Aires. 
Le lycée a été fondé à la suite de la visite du général de Gaulle en Argentine en 1964 et mis en service en 1969. Il est administré depuis 1990 par l'Agence pour l'enseignement français à l'étranger en accord avec la Fondation culturelle franco-argentine Jean-Mermoz, créée en 1968, et régi par un accord franco-argentin signé le 21 mars 1969. 
Il appartient au réseau des écoles associées à l'UNESCO. 

## Les chefs d'établissements
- Laurence Leyendecker (d) (2020- [3].
- Joachim de Sousa (d) (2015-2020)[4].
- Sabine Dubernard (2010-2015)[5].
- Bernard Pujol (2005-2010)[6].
- Monique Schmitt-Maas ( -2005)[6]
- Christian Pont (d) (1981-1987)
- Claude Chevillon (1975-1981)

- André Thévenin (d) (premier proviseur, de 1969 à 1972)